# Assurance de biens
L'assurance de biens couvre des biens essentiellement matériels (locaux - on parle alors d'assurance habitation ou assurance ménage, meubles, équipements, stocks, véhicules -on parle alors d'assurance automobile tous risques ou casco) contre les accidents, incendies, vols et autres dommages involontaires (sauf la simple usure bien entendu). Voici des exemples d'événements couverts par l'assurance de biens : appareils électriques ou électroniques, la lutte contre l'incendie, les variations de stocks, les catastrophes naturelles, les actes terroristes, les attentats, les émeutes, le vandalisme, le vol, les dégâts des eaux, etc.

## Droit par État

### Droit québécois
En droit québécois, les règles spécifiques à l'assurance de biens sont énoncées aux articles 2480 à 2497 du Code civil du Québec. 